# El Segundo
El Segundo è una città (city) degli Stati Uniti d'America della contea di Los Angeles nello Stato della California. La popolazione era di 16.654 abitanti al censimento del 2010. È un sobborgo di Los Angeles. El Segundo in spagnolo significa "il secondo". Situata nella baia di Santa Monica, è stata incorporata il 18 gennaio 1917 e fa parte del South Bay Cities Council of Governments.

## Geografia fisica
El Segundo è situata a 33°55′17″N 118°24′22″W (33.921313, -118.406233).
Secondo lo United States Census Bureau, ha un'area totale di 5,46 mi² (14,14 km²).

## Società

### Evoluzione demografica
Secondo il censimento del 2010, la popolazione era di 16.654 abitanti.

### Etnie e minoranze straniere
Secondo il censimento del 2010, la composizione etnica della città era formata dal 78,0% di bianchi, il 2,0% di afroamericani, lo 0,4% di nativi americani, l'8,8% di asiatici, lo 0,2% di oceanici, il 4,8% di altre etnie, e il 5,7% di due o più etnie. Ispanici o latinos di qualunque etnia erano il 15,7% della popolazione.